# Ocimum
Ocimum este un gen de plante din familia lamiaceelor, care cuprinde ierburi și arbuști originari din Asia și Africa. Cuprinde circa 60 de specii, printre care:
- Ocimum americanum
- Ocimum basilicum - busuioc
- Ocimum campechianum
- Ocimum gratissimum
- Ocimum kilimandscharicum
- Ocimum tenuiflorum